# Spiramicina
La spiramicina (nella fase sperimentale conosciuta anche con la sigla RP 5337) è un antibiotico e antiparassitario appartenente alla classe dei macrolidi utilizzato per trattare la toxoplasmosi e altre infezioni dei tessuti molli. La spiramicina è costituita da una miscela di 3 antibiotici strettamente correlati, isolati da colture di Streptomyces ambofaciens: la spiramicina 1 (63% circa), la spiramicina 2 (24% circa) e la spiramicina 3 (13% circa). La spiramicina 2 e 3 sono i corrispondenti esteri monoacetato e monopropionato della posizione 4 dell'anello esadecadienico.

## Farmacodinamica
Il preciso meccanismo d'azione del farmaco è tuttora sconosciuto. Come altri macrolidi, spiramicina si lega alla subunità 50S dei ribosomi procariotici e altera la sintesi proteica. Poiché il sito di legame è correlato al centro peptidil-transferasico del ribosoma è stata formulata l'ipotesi che il farmaco sia in grado di bloccare l'allungamento del polipeptide.

Spiramicina alle dosi terapeutiche manifesta attività batteriostatica. Sia come spettro d'azione che come efficacia in vivo appare essere molto simile all'eritromicina, sebbene con un'attività in vitro da 8 a 32 volte inferiore.
Spiramicina tende ad accumularsi nei tessuti più di altri macrolidi e quivi permane per lunghi periodi. Verosimilmente proprio per questa sua proprietà la molecola presenta un'inaspettata attività in vivo. Spiramicina è attiva contro la maggior parte degli streptococchi (incluso lo Streptococcus pneumoniae e molti ceppi anaerobi), ma la sua efficacia contro gli streptococchi del gruppo D (come ad esempio lo S. faecalis) è decisamente scarsa.
Spiramicina è attiva contro Neisseria meningitidis, Branhamella catarrhalis, Bordetella pertussis, Corynebacterium diphtheriae, Listeria monocytogenes, Bacteroides melaninogenicus, clostridi, Legionella pneumophila, Chlamydia e Mycoplasma pneumoniae (mentre il Mycoplasma hominis è resistente).

Il 75% dei ceppi di stafilococco risultano sensibili. Anche la maggior parte dei gonococchi è sensibile al farmaco, tuttavia nei Paesi dove la spiramicina è stata utilizzata più ampiamente è emersa una presenza di ceppi resistenti con una frequenza stimata del 10-35%.

Molti ceppi di Haemophilus sono resistenti in vitro (MIC comprese tra 16 e 32 mg/l) anche se i livelli tissutali del macrolide possono risultare efficaci.
Numerosi batteri anaerobi risultano sensibili alla spiramicina, tuttavia il Bacteroides fragilis ed i fusobatteri non lo sono. Anche i batteri gram-negativi aerobi risultano essere resistenti.

Spiramicina, sia in vivo che in vitro, si è dimostrata attiva nei confronti del Toxoplasma gondii e ci sono evidenze di una sua efficacia anche contro i criptosporidi.
In linea generale la resistenza alla spiramicina si sviluppa quasi sempre parallelamente a quella verso altri macrolidi e verso antibiotici del gruppo delle lincosamidi e della streptogramina (MLS). La resistenza all'eritromicina (che pur possiede un'elevata attività di induzione di resistenza) non è sempre associata a resistenza crociata nei confronti della spiramicina. Alcuni stafilococchi, a titolo di esempio, manifestano vari gradi di resistenza all'eritromicina ma restano comunque sensibili alla spiramicina.
I meccanismi attraverso i quali si sviluppa resistenza sono sostanzialmente due: un'alterazione del sito bersaglio e la detossificazione dell'antibiotico. L'alterazione mediata da plasmidi dell'RNA ribosomiale in 23S è considerato il meccanismo di resistenza più comune.

## Farmacocinetica
Dopo somministrazione orale spiramicina è assorbita in modo irregolare dal tratto gastrointestinale. La biodisponibilità sistemica del farmaco a seguito di assunzione per os varia dal 10% al 60% (con una media del 39%). Non è stato ancora completamente chiarito quali siano i fattori responsabili di tale variabilità. Gli acidi gastrici non sembrano influire sull'assorbimento. Tuttavia studi recenti hanno indicato chiaramente che la presenza di cibo nello stomaco riduce in maniera significativa la biodisponibilità (fino al 50%) ed allunga il tempo di picco plasmatico (da 4 a 6 ore).
Spiramicina non sembra essere soggetta ad alcun metabolismo presistemico. In seguito alla somministrazione orale di 1,5 g si ottengono picchi di concentrazione sierica di 1–3 mg/l in 2-3 ore. L'infusione endovenosa di 500 mg di farmaco permette il raggiungimento di valori di 2–4 mg/l. L'emivita plasmatica media della spiramicina è di 5 ore con un range da 3 a 7 ore. La spiramicina si distribuisce ampiamente nell'organismo e rimane per lunghi periodi nei tessuti biologici. La sua farmacocinetica si adatta bene ad un modello aperto a due compartimenti con un elevato volume del compartimento periferico. L'elevato volume di distribuzione (383 l di media) ed il volume tissutale (308 l) sono indicativi della elevata affinità del macrolide per i tessuti.
Le concentrazioni raggiunte dal farmaco nei polmoni, nel fegato, nel rene, nella milza, nella prostata, nella placenta, nei muscoli, nelle ossa e nelle tonsille si sono rilevate di molto superiori a quelle plasmatiche. A seguito di una singola dose orale si registrano in questi tessuti livelli elevati per 72 ore. La spiramicina è stata anche riscontrata in molte secrezioni umane e quantità significative sono state trovate nella bile, nella saliva, nelle lacrime e nel latte materno.
Nei fagociti è possibile misurare concentrazioni intracellulari elevate per periodi di tempo prolungati e questo spiegherebbe l'efficacia della spiramicina contro alcuni microorganismi intracellulari (come ad esempio la Chlamydia, la Legionella ed il Toxoplasma). La spiramicina non è in grado di oltrepassare la barriera ematoencefalica e quindi non entra nel fluido cerebrospinale.
Il passaggio del farmaco attraverso la placenta è scarso e solo il 9-16% della concentrazione plasmatica materna appare nel fluido amniotico.
Il legame dell'antibiotico con le proteine plasmatiche è basso e solo il 15% di farmaco si trova legato all'albumina.
La spiramicina viene estesamente biotrasformata nei tessuti e solo il 14% della dose somministrata viene escreta immodificata nelle urine.
L'eliminazione del farmaco per via biliare gioca un ruolo importante ma non esistono dati quantitativi. Nell'uomo, a distanza di 72 ore dalla somministrazione di 2 g di farmaco, si ha una concentrazione biliare di 60 mg/l. Secondo alcuni autori potrebbe intervenire una circolazione enteroepatica, ma non è stata ancora fornita alcuna prova convincente. Sebbene non siano ancora state chiarite le tappe fondamentali del metabolismo della spiramicina, non sembrano esistere derivati attivi.
Né le nefropatie né le epatopatie sembrano modificare il profilo cinetico del farmaco.

## Tossicologia
La DL50 nel ratto è di 9400 mg/kg per via orale, 1000 mg/kg per via sottocutanea e 170 mg/kg per via endovenosa.

## Usi clinici
La spiramicina è indicata nel trattamento delle infezioni causate da patogeni sensibili. Importante la sua possibilità di utilizzo per la cura delle toxoplasmosi in gravidanza. Viene inoltre utilizzata nella profilassi della meningite da meningococchi anche se esistono pareri discordanti sulla sua reale efficacia, con differenze di sensibilità che variano a seconda del territorio preso in considerazione. Frequente è anche il suo utilizzo nel trattamento della diarrea da criptosporidi nei soggetti con compromissione immunitaria.

## Dosi terapeutiche
La spiramicina viene somministrata come tale per os o come adipato (un sale dell'acido adipico) per via rettale o endovenosa.

La dose abituale nel soggetto adultoi, calcolata come spiramicina base, è di 2-4 g al giorno, da suddividersi in due somministrazioni.
Quando si ricorre alla infusione lenta per via endovenosa sono sufficienti 0,5-1 g di equivalenti di antibiotico base ogni 8 ore.
Nei bambini si somministrano per via orale 50 mg/kg al giorno, suddivisi in più dosi.
Sono state inoltre impiegate l'acetilspiramicina e la spiramicina embonato.

## Effetti collaterali ed indesiderati
La spiramicina è solitamente ben tollerata. I disturbi gastrointestinali sono spesso associati a dosaggi elevati e compaiono con frequenza variabile.
Contrariamente all'eritromicina, la spiramicina non è in grado né di liberare motilina né di stimolare i recettori motilinici: ne consegue che il farmaco non altera la motilità gastrointestinale e ciò spiega la minore incidenza di disturbi.
Nausea, vomito, dolori addominali e diarrea pur essendo gli eventi avversi più frequenti compaiono solo in una bassa percentuale di casi. Raramente in alcuni soggetti possono insorgere reazioni cutanee, come orticaria, prurito, rash maculari, e talvolta parestesie.
In letteratura medica sono stati segnalati due casi di lieve epatite ma la molecola non sembra avere alcun serio effetto epatotossico.
Spiramicina non induce i complessi citocromo P450-nitrosalcano i quali sono associati all'insorgenza di epatiti per altri macrolidi.

## Controindicazioni
Spiramicina è controindicata nei soggetti con ipersensibilità nota verso la molecola od uno qualsiasi degli eccipienti. Si deve tenere presente che il farmaco, penetrando scarsamente nel fluido cerebrospinale anche in presenza di infiammazione delle meningi, non è efficace nel trattamento delle meningiti.

## Interazioni
La spiramicina, quando viene utilizzata in terapia di associazione con metronidazolo, presenta un sinergismo vantaggioso nei confronti dei batteri anaerobi.

## Letteratura
P. Davey et al., J. Antimicrob. Chemother. 22 (suppl. B), 1988; R.E. McCabe, J.S. Remington, Eur. J. Clin. Microb. 2, 95, 1983; S. Pinnert-Sindico et al., Antibiot. Ann. 1954-1955, 724, 1954; J. Dow et al., J. Chromatog. 344, 275, 1985; Y. Le Roux et al., Proceedings of the 14th Intern. Congress of Chemotherapy, June 23-28, Kyoto, Japan, 1985.